# Румікуб

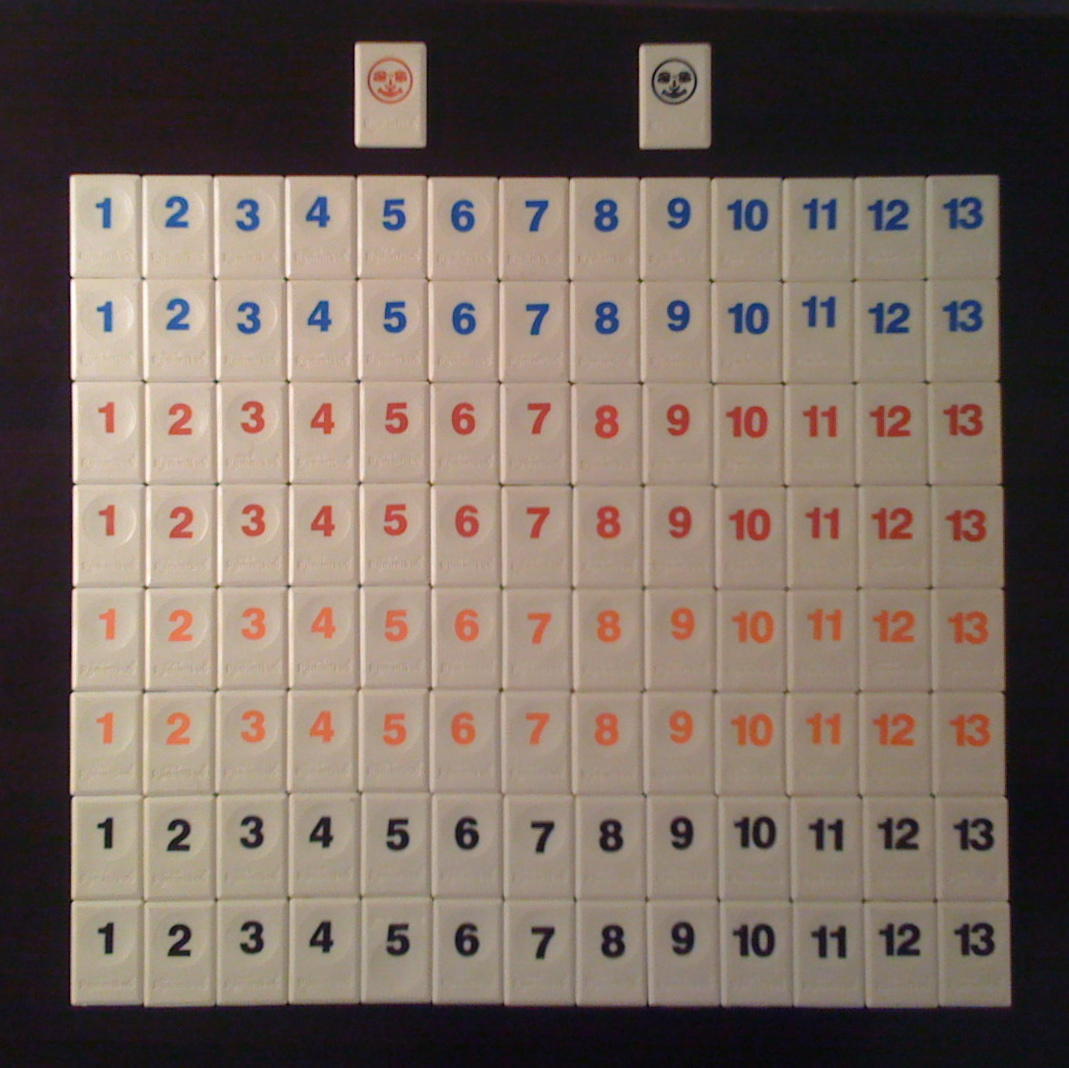
106 плиток «Румікуб»

Румікуб (англ. Rummikub) — настільна гра на двох-чотирьох гравців, що поєднує в собі елементи карткової гри ремі та маджонг. У грі 106 плиток, у тому числі 104 пронумеровані (зі значеннями від 1 до 13 у чотирьох різних кольорах, по дві копії кожного кольору) та два джокери. Спочатку гравцям роздають по 14 або 16 плиток, і вони по черзі мають викладати набори («групи» або «ряди») зі своїх плиток — щонайменше три — або тягнуть плитку, якщо не можуть виставити три набори.

## Історія
Румікуб розробив у підмандатній Палестині єврейський переселенець з Румунії Ефраїм Хертцано на початку 1930-х років, після офіційної заборони влади на гральні карти. Першу гру він змайстрував у себе на задньому дворі будинку. Гра поєднує в собі елементи раммі, доміно, маджонг та шахів. Хертцано продав свою гру у маленький магазинчик. Через роки його сім'я отримала ліцензію в інших країнах. 1977 року вона стала грою-бестселером у США.

## Правила
Румікуб складається зі 106 карток, що містять 104 числа та дві плитки Джокера. Числові плитки мають числові позначення від 1 до 13 чотирьох кольорів (чорний, червоний, синій, жовтий). Таким чином таких карток виходить всього 52 штуки. Кожна плитка (з певною комбінацією числа та кольору) має ідентичний аналог, що збільшує їх чисельність до 104 числових карток. Гравці мають підставку для карток, щоб інші гравці не бачили їх (подібно до гри Скребл).
У Румікуб можна також грати двома колодами 52 звичайних гральних карт з двома джокерами. Гральні карти мають таке ж значення від 1 до 10, валет — 11, дама — 12, король — 13. Доцільно мати гральні карти невеликого розміру, оскільки знадобиться багато місця на столі для гри.

### Підготовка
Розкладіть усі плитки на столі друкованою стороною вниз і ретельно змішайте. Кожен гравець бере одну фішку. Гравець, який витягнув фішку з найбільшим числом, починає гру. Далі хід переходить за годинниковою стрілкою. Покладіть фішки ще раз на стіл і знову перемішайте. Кожен гравець бере 14 фішок і розкладає у себе на підставці в «ряди» і «групи». Решта фішок, що залишилися на столі є банком.

### Хід гри
Як перший хід гравці мають розмістити групи і ряди фішок загальним числом у 30 балів і більше (для цього потрібно скласти всі числа). Якщо гравець не може зробити перший хід, то він бере ще одну фішку з банку і хід переходить до наступного гравця. Протягом першого ходу групи і ряди не можна переміщати або додавати фішки з решти в підставці до наявних на столі. Гра на час: час для здійснення одного ходу обмежений однією хвилиною. Якщо протягом хвилини гравець не зміг викласти і перемістити фішки, вони мають бути повернуті до початкового положення, а гравець отримує з банку 3 фішки як штраф. Якщо залишилися фішки, положення яких не можна згадати, їх необхідно повернути в банк.
Гравці намагаються викласти якомога більше фішок на ігрове поле (загальне), перерозподіляючи групи і ряди або додаючи фішки до вже наявних груп і рядах. Групи можна переміщати безліччю різних способів. В кінці кожного раунду повинні залишатися тільки пов'язані групи і ряди. На полі гри не повинні залишатися поодинокі фішки.

#### Набори
Усі плитки в грі мають бути розташовані в наборах, щонайменше, з трьох плиток. Є два допустимі типи наборів: «група» та «ряд».
«Група» — це набір трьох плиток з однаковим числом, але різного кольору. Наприклад: чорна 7, червона 7 та жовта 7.
| Приклад групи: | 7 |
«Ряд» — це набір трьох і більше послідовних чисел одного кольору (1 не може йти наступною після 13). Наприклад: червоні 9, 10, 11 та 12.
| Приклад ряду: | 9 10 11 12 |

#### Приклади неправильних наборів
| Неправильний, оскільки числа не йдуть за порядком:                                                  | 1 2 4 |
| Неправильний, оскільки всі числа в ряду мають бути одного кольору:                                  | 1 2 3 |
| Неправильний, оскільки кольори в групі не мають повторюватися (проте це правило можуть ігнорувати): | 1     |

### Джокер
Джокер може замінювати собою будь-яку плитку. Джокера з групи може забрати гравець, який зможе замінити його плиткою з числом та кольором, що підходить для цієї групи або в цьому ряду. Плитка, яка використовується для заміни Джокера, може бути взята як з підставки гравця, так і з фішок на столі. У разі якщо на столі викладена група з 3 фішок, Джокер можна замінити плиткою будь-якого відсутнього кольору. Якщо гравець замінив Джокера плиткою, він повинен використовувати Джокера протягом того ж ходу в ролі плитки для нової групи або ряду. Джокер не може бути використаний протягом першого ходу. До групи, яка містить Джокера, можна додавати плитки, її можна розділяти і прибирати з неї плитки. Якщо Джокер залишається в підставці гравця в кінці гри, гравець отримує тридцять штрафних балів.

### Переможець
Гра продовжується доти, доки в банку не закінчаться плитки (див. «Підрахунок балів»). Якщо в банку закінчуються плитки, гравці грають у «банк», викладаючи по черзі по одній фішці у банк, поки у когось з гравців не закінчаться плитки. Якщо гравці, що лишилися не можуть продовжувати гру, то вона закінчується.

### Підрахунок балів
Після того, як хто-небудь з гравців виклав усі свої плитки, інші гравці складають числові показники фішок, які залишилися у них на руках. Сума чисел для кожного, хто програв гру — є сумою зі знаком «−». Сума чисел всіх гравців є позитивною сумою, яку отримує єдиний переможець. Завершивши серію ігор, кожен гравець рахує всі свої від'ємні та позитивні суми, таким чином, отримуючи підсумкову суму балів. Перемагає гравець, який набрав найбільшу кількість балів.
У рідкісних випадках, коли плитки в банку закінчуються раніше, ніж один з гравців викладає всі свої плитки, гравці роблять один додатковий хід. Після цього ходу перемагає гравець з найменшою сумою числових показників фішок, які залишилися в нього на руках. Кожен гравець, який програв, складає числові показники фішок, які залишилися в них на руках. А далі, віднімає своє результативне число від результативного числа переможця. Такий результат буде вважатися негативною сумою для цього гравця. Сума результатів гравців, які програли, зараховуються переможцю як позитивна сума.

## Нагороди
Румікуб отримав такі нагороди:
- Best selling game of 1977 — США
- Game of the year 1980 — Німеччина
- Game of the year 1983 — Німеччина
- Game of the year 1990 — Іспанія
- Game of the year 1993 — Польща
- Best Game Award 2005 — Південна Корея

### Подібні ігри
Терміни, ігровий процес і правила гри Румікуб схожі на турецьку гру Okey.